# Christine (1983)

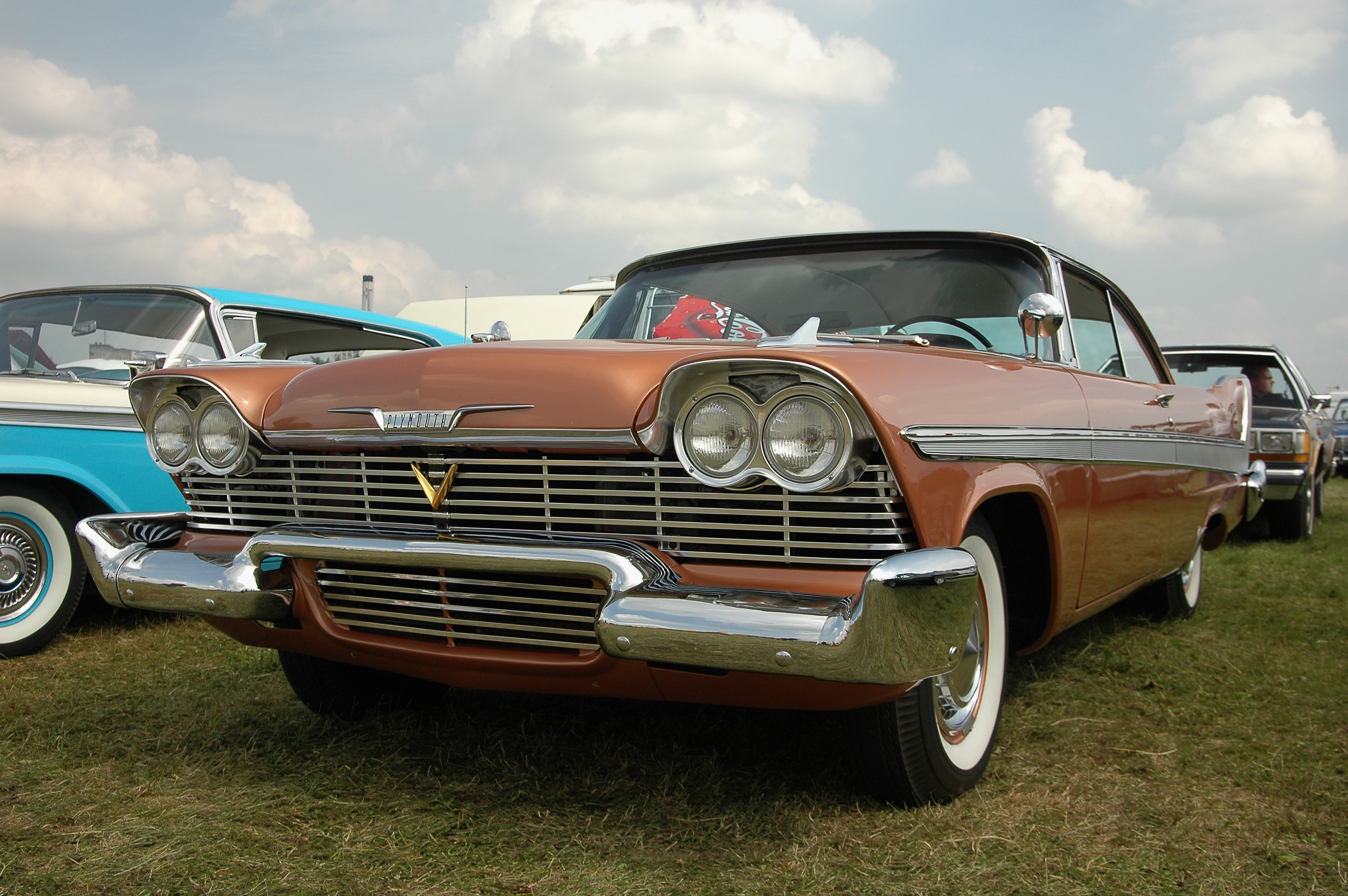
En 1958 Plymouth Belvedere, en bilmodell som tillsammans med Plymouth Savoy i filmen ibland fick gestalta den Plymouth Fury som Christine var.

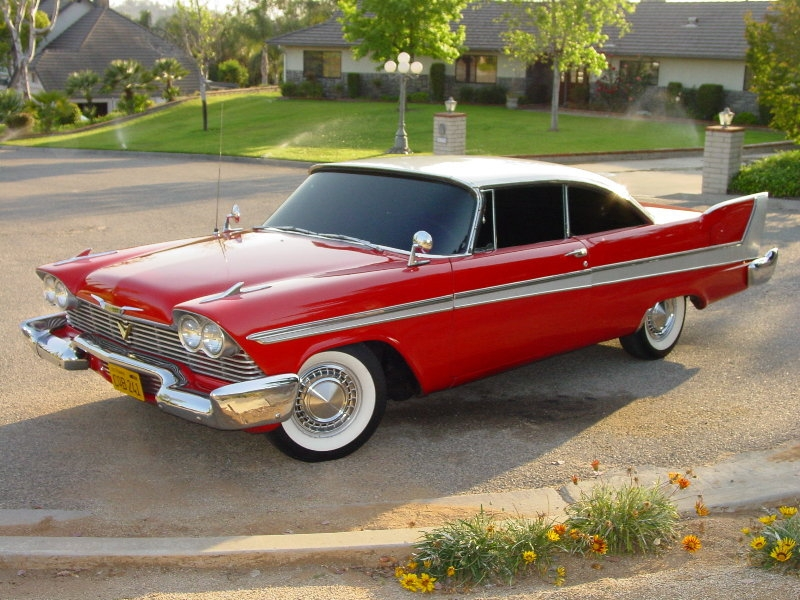
En av de överlevande bilarna som användes som stuntfordon vid filmningen.

Christine är en amerikansk thrillerfilm från 1983.

## Handling
På en bilfabrik i Detroit 1957 slår en röd 1958 Plymouth Fury igen sin motorhuv på en arbetares hand av sig själv, medan en annan bilarbetare hittas död inne i bilen efter att ha tappat cigarraska på sätet. I Rockbridge, Kalifornien 1978, blir den nördiga gymnasieeleven Arnold "Arnie" Cunningham mobbad första dagen efter skolstarten klasskamraten Buddy Repperton och hans gäng, men Arnies bästa vän Dennis Guilder ingriper och drar till sig en lärares uppmärksamhet. Buddy och hans gäng skickas till rektorsexpeditionen.
Efter skolan ser Arnie och Dennis en förfallen 1958 Plymouth Fury till salu hus. Ägaren, George LeBay, bror till den nyligen avlidne ursprunglige ägaren, berättar att bilens namn är Christine. Trots Dennis invändningar köper Arnie bilen för 250 dollar. Arnies föräldrar vägrar dock att låta honom ha bilen vid deras hus. Arnie börjar återställa Christine vid ett lokalt garage som ägs av den Will Darnell, som erbjuder Arnie ett deltidsjobb och tillgång till de delar han behöver för att fixa Christine. Snart utvecklar Arnie en rebellisk, arrogant personlighet, vilket oroar hans föräldrar och Dennis.
Dennis konfronterar LeBay, som avslöjar att hans avlidne bror också var besatt av Christine, att hans femåriga brorsdotter kvävdes till döds i bilen och att hans svägerska och sedan hans bror båda begick självmord i den. På natten bryter sig Dennis in i garaget för att undersöka Christine, men när Christines radio börjar spela 1950-talsrock flyr han.
Arnie inleder ett förhållande med en ny elev, Leigh Cabot, som hade avvisat alla andra pojkar i skolan. Under en amerikanska fotbollsmatch ser Dennis Arnie och Leigh kyssa varandra framför den nu fullt återställda Christine. Han drabbas av en allvarlig skada som permanent avslutar hans spelarkarriär.
En natt när Arnie och Leigh är på en drive-in-bio berättar Leigh att hon är svartsjuk på Christine. När hon är ensam i bilen kvävs Leigh nästan av en hamburgare, medan Christine låser sina dörrar för att hindra Arnie från att rädda henne. Efter att Arnie kört hem Leigh svär hon att aldrig sätta sig i hans bil igen. Senare den natten smyger Buddy och hans gäng in i Darnells garage och vandaliserar Christine. Arnie, upprörd över vandalismen, gör slut med Leigh och ryker ihop med sin far över Christine efter middagen.
Nästa dag återvänder Arnie ensam till garaget och ser hur Christine reparerar sig själv. Under loppet av två kvällar dödar Christine Buddy och alla hans gängmedlemmar, förstör Buddys bil och spränger en bensinstation. Christine kör iväg i lågor och återvänder till Darnells garage, där hon krossar honom till döds mot ratten. På morgonen är Christine i perfekt skick igen när polisen hittar Darnells kropp. Poliskommissarie Rudy Junkins förhör Arnie om Darnells död, och om en av Buddys gängmedlemmar, Moochie Welch, men Arnie har alibi för tidpunkterna.
Leigh och Dennis drar slutsatsen att Christine är ansvarig för Arnies vansinne. De planerar att lura Christine till garaget och krossa henne med en bulldozer, men Christine överraskar dem genom att dyka upp ur en hög med skrot. Leigh flyr till fots medan Dennis slåss mot Christine med bulldozern. Arnie kör nu Christine, och i ett försök att köra över Leigh kraschar Christine in i Darnells kontor och Arnie kastas genom vindrutan. Efter att Arnie spetsas på en glasskärva, sträcker han sig ut för att röra vid Christine en sista gång. Christine svarar genom att spela "Pledging My Love" av Johnny Ace på sin radio när Arnie dör.
Christine fortsätter att attackera, reparerar sig snabbare än förut, tills Dennis och Leigh tränger in henne och plattar till henne med bulldozern. Nästa dag ser Dennis, Leigh och Junkins på när resterna av Christine krossas till en kub på en skrot. Junkins berömmer tonåringarna för att de stoppade Christine, men de ångrar att de inte kunde rädda Arnie. Ljudet av en 1950-talsrocksång skrämmer dem, men den visar sig komma från en skrotarbetares bergsprängare. Utan att någon av dem ser det rycker det i Christines kylarmaskering.

## Om filmen
Christine regisserades av John Carpenter och är en filmatisering av Stephen Kings roman med samma namn.

## Rollista (urval)
- Keith Gordon – Arnie Cunningham
- John Stockwell – Dennis Guilder
- Alexandra Paul – Leigh Cabot
- Robert Prosky – Will Darnell
- Harry Dean Stanton – Rudolph Junkins
- Christine Belford – Regina Cunningham
- Roberts Blossom – George LeBay
- William Ostrander – Buddy Repperton
- David Spielberg – Mr. Casey
- Malcolm Danare – Moochie Welch